# Kangyerka Katalin
Kangyerka Katalin, Göltl Béláné (Budapest, 1940. október 7. –) tornász, edző, testnevelő tanár. Férje Göltl Béla labdarúgóedző.

## Élete
1940. október 7-én született Budapesten, Kangyerka József és Krausz Katalin gyermekeként. 1958-ban érettségizett a Hámán Kató Leánygimnáziumban. A Testnevelési Főiskolán 1962-ben tanári, majd 1969-ben torna és ritmikus sportgimnasztikai szakedzői diplomát szerzett.
1950 és 1958 között a Vasas, 1958 és 1962 között a TFSE, 1962 és 1969 között a Bp. Spartacus tornásza volt. Kétszeres magyar bajnok volt csapatban 1959-ben és 1961-ben.
1964 és 1969 között az OKISZ–KIOSZ sportosztály tornaedzője, 1969-től a Bp. Spartacus tornaszakosztályának edzője volt. 1980-tól a TFSE női tornaszakosztályának edzőjeként tevékenykedett. 1981-től a Testnevelési Főiskola Torna Tanszék munkatársa és tanársegédje volt.
Tanítványai közül Kalmár Zsuzsa, Köteles Krisztina, Matulai Zsuzsa, Papp Ágota Tóth Margit magyar bajnokok lettek.
Edzői munkái mellett folyamatosan tanárként is dolgozott. 1962 és 1964 között általános iskolai testnevelő tanár volt Szentendrén. 1969–70-ben a Hámán Kató Közgazdasági Szakközépiskola, majd 1970 és 1981 között a Móricz Zsigmond Gimnázium testnevelő tanára volt. 1986 és 1990 között a TF Kilián György Kollégiumának a nevelője volt.

## Sikerei, díjai
- Országos bajnokság
  - összetett csapat
    - bajnok: 1959, 1961